# 张庭珪
张庭珪（658年—734年9月20日），字温玉，河南济源人，唐朝官员，唐书称张廷珪，出身范阳张氏。

## 家世
出身于范阳张氏，依郡望称范阳郡方城县人，后由常州迁徙到河南济源。
- 曾祖：张惠湛，陈朝宣猛将军、散骑常侍、永嘉郡太守。
- 祖父：张子爽，唐朝巴州曾口县令、尚食奉御。
- 父亲：张孝昊，并州乐平、荆州公安二县令。

## 生平
张庭珪少年即以文学知名，弱冠应制举，中贤良射策第二等，历任冀氏、白水、伊阙三县尉。武后长安年间，官至监察御史。与李峤、苏珦等人劝谏武后修建白司马坂大佛像，武后在长生殿召见，听从了他们的谏议，并赏赐抚慰。唐中宗景龙末年（710年），为中书舍人，再转颍州、洪州都督，仍为江南西道按察使。 
唐玄宗开元初年，入朝为礼部侍郎、尚书左丞、黄门侍郎。后因泄露宫廷秘语，贬为沔州刺史，又历苏、宋、魏三州刺史。入为少府监，加金紫光禄大夫，封范阳县子。任汴、饶、同三州刺史，四迁太子詹事，以老病致仕。开元二十二年秋八月十九日（734年9月20日）卒，年七十七，赠工部尚书，谥曰贞穆。 
张庭珪素与陈州刺史李邕亲善，屡次上表推荐，李邕所撰的碑碣之文，必请庭珪八分书之。庭珪善于楷书、隶书，甚为当时人所重。他还举荐过达奚珣、苗晋卿、梁涉、孙逖、张利贞、王灵渐、李融、李玄成等。
张庭珪墓志1977年7月出土于河南洛阳伊川县高山公社坡头寨村，当地民兵修建涵洞时发现，徐浩撰文并以隶书缮写。其夫人金乡郡夫人周氏，雍丘县令周崇之女。夫妇合葬于寿安县纺山。嗣子门下省符玺郎张博雅、张博某、鸿胪少卿张博济、太子右赞善大夫张博爱。

## 延伸阅读
[在维基数据编辑]
 《舊唐書/卷101》，出自刘昫《舊唐書》
 《新唐書·卷118》，出自《新唐書》